# Darroll Powe

Darroll Powe, född 22 juni 1985 i Saskatoon, Saskatchewan, är en kanadensisk ishockeyspelare som spelar för Minnesota Wild i NHL.
Han inledde sin ishockeykarriär i Princeton Tigers vid Princeton University i New Jersey. Han spelade där i fyra år och var dess lagkapten under sitt sista år i klubben. 
Powe spelade sedan för Philadelphia Phantoms i AHL under två säsonger innan han inför säsongen 2008–09 värvades till Philadelphia Flyers. 2011 skrev han på ett treårskontrakt för Minnesota Wild.